# Лужково (Тверська область)
Лужково (рос. Лужково) — присілок в Торжоцькому районі Тверської області Російської Федерації.
Населення становить 129 осіб. Входить до складу муніципального утворення Страшевицьке сільське поселення.

## Історія
Від 2005 року входить до складу муніципального утворення Страшевицьке сільське поселення.

## Населення
| 1886 | 1997 | 2010 |
| ---- | ---- | ---- |
| 252  | ↘193 | ↘129 |